# 庄窠乡
庄窠乡，是中华人民共和国河北省保定市曲阳县下辖的一个乡镇级行政单位。

## 行政区划
庄窠乡下辖以下地区：
贾庄村、东泉头村、西泉头村、庄窠村、葛条沟村、洪山村、北苏家峪村、南苏家峪村和马家岸村。